# Fellow
Em países de língua inglesa, um fellow é um membro de um grupo de professores de alto nível de uma faculdade ou universidade (academia) ou de sociedades acadêmicas em particular (sociedade científica). Seria o equivalente a membro acadêmico na tradução para o português, em seu sentido de "pessoa física pertencente a uma corporação acadêmica". Geralmente graduados universitários que recebem bolsa de pesquisa.
Um grupo de disciplinas aprendidas que trabalham em conjunto na busca de conhecimento ou prática mútua são conhecidas como fellowships. Existem muitos tipos diferentes de fellowships, concedidas por diferentes motivos na academia (medicina, educação, etc.) e na indústria (ciência, engenharia, etc.). Elas geralmente indicam um nível diferente de bolsa de estudo.